# إريك انجستروم
إريك انجستروم (بالسويدية: Erik Engström)‏ (و. 1960  م) هو رائد أعمال سويدي.

## التعليم
تعلم في مدرسة ستوكهولم، وجامعة هارفارد، وكلية هارفارد للأعمال، والمعهد الملكي للتكنولوجيا، وجامعة ستكهولم.

## جوائز
حصل على جوائز منها:
- برنامج فولبرايت.